# کارلو اوکسانن
کارلو اوکسانن (فنلاندی: Kaarlo Oksanen; ۱۱ ژانویهٔ ۱۹۰۹ – ۱۴ اکتبر ۱۹۴۱) بازیکن فوتبال اهل فنلاند بود.
از باشگاه‌هایی که در آن بازی کرده‌است می‌توان به باشگاه فوتبال هلسینگین پالوسئورا اشاره کرد.
وی همچنین در تیم ملی فوتبال فنلاند بازی کرده‌است.